# Смекалов, Алексей Михайлович
Алексей Михайлович Смекалов (1838—1890) — генерал-лейтенант, Батумский военный губернатор (1881—1883), Кутаисский военный губернатор (1883—1887), начальник Терской области и наказной атаман Терского казачьего войска (1887—1890)

## Биография
Родился 10 марта 1838 года. Происходил из дворян Вологодской губернии. 16 июня 1856 года выпущен из 1-го Московского кадетского корпуса и вступил прапорщиком в лейб-гвардии Гренадерский полк. Менее чем через два года был прикомандирован к штабу Отдельного Гвардейского корпуса для приготовления к поступлению в Николаевскую академию Генерального штаба, в которую, после экзамена, был принят в августе 1858 г. Окончив курс в академии в декабре 1860 г. Смекалов был причислен к Генеральному штабу и назначен состоять при главном штабе Кавказской армии.
По производстве в подпоручики в сентябре 1861 года, Смекалов прибыл в Тифлис. Таким образом, с первых шагов своей практической деятельности Смекалов попал в самый центр кипучей деятельности на Кавказе, где в это время шли последние дела Кавказской войны и велась усиленная работа по окончательному замирению горцев. В июле 1862 г. Смекалов был произведён в поручики, а в августе того же года — в штабс-капитаны. В январе следующего года, он был назначен офицером для особых поручений по части Генерального штаба в штаб войск Дагестанской области, однако исполнение особых поручений, возложенных на Смекалова в Тифлисе, помешали отправлению его в Дагестан и командировка эта не состоялась.
В ноябре 1863 г. Смекалов получает новое назначение — делопроизводителем канцелярии по управлению кавказскими горцами; эта канцелярия состояла тогда при управлении генерал-квартирмейстера Кавказской армии. Служа в ней, новый делопроизводитель, переименованный, с изменением штатов, в начальники отделения, обнаружил редкие способности и усердие, и ежегодно получал денежные награды. Здесь же впервые пришлось ему ознакомиться со всеми тонкостями административной деятельности. К этому же времени относится и первое участие Смекалова в бою: осенью 1864 г. он находился в Даховском отряде и участвовал в делах с горцами. За этот поход Смекалов в июле 1866 г. был награждён орденом св. Анны 3-й степени с мечами и бантом.
Летом 1865 г. Смекалов был назначен исправлять должность помощника правителя канцелярии начальника Терской области и вслед за тем был произведён в капитаны. С этого времени начинается знакомство Смекалова с делами и повседневной жизнью Терской области и терского казачества. Через четыре месяца после этого назначения он уже исправлял должность правителя канцелярии. В 1867 г. Смекалов получил высочайшее разрешение на ношение пожалованного ему турецким султаном ордена Меджидие 4-й степени, за оказанное содействие в 1865 г. к успешному переселению в Турцию чеченцев.
В том же 1867 г. Смекалов был произведён в подполковники и утверждён в должности правителя канцелярии начальника Терской области. К концу 1860-х гг. относится и деятельное участие Смекалова в составлении и приведении в действие положения об освобождении зависимых сословий, существовавших в горских народах Кавказа.
1 января 1871 г. Смекалов назначается вице-губернатором Терской области, с зачислением по армейской пехоте и в том же году получает орден св. Анны 2-й степени с мечами. 30 августа 1876 г. он производится в генерал-майоры (с последующим старшинством от 14 августа 1877 г.) с назначением помощником начальника Терской области и с зачислением по Генеральному штабу. Здесь мирная деятельность Смекалова по административному управлению и обустройству края была прервана начавшимся, во время войны с Турцией, восстанием горцев в Терской и Дагестанской областях. Состоя с августа 1877 по август 1878 гг. начальником отдельных отрядов, Смекалов выказал много мужества и распорядительности, за что был награждён орденами св. Станислава 1-й степени с мечами и св. Георгия 4-й степени (12 июня 1878 г.)
В воздаяние за отличие, оказанное в деле против мятежных Горцев, в Западном Дагестане, при селении Телитль, 24 Октября 1877 года, где произвел, под огнём неприятеля, рекогносцировку и предусмотрительным направлением действий вверенных ему частей войск, способствовал установлению спокойствия в большей части Андийского округа.
Высочайшим приказом от 4 апреля 1881 г. Смекалов был назначен военным губернатором Батумской области, тогда же он получает орден св. Анны 1-й степени. В июне 1883 г. состоялось преобразование военно-народного управления Кавказского края, по которому Батумская область была присоединена к Кутаисской губернии, вследствие чего Смекалов был назначен Кутаисским военным губернатором и награждён орденом св. Владимира 2-й степени.
В 1886 г. Смекалов был произведён в генерал-лейтенанты, а 11 февраля 1887 г. назначен начальником Терской области и наказным атаманом Терского казачьего войска. В 1888 г. состоялось новое положение об управлении этой областью, тогда же была введена воинская повинность среди туземного населения; за непосредственное участие в этом деле Смекалову было объявлено монаршее благоволение и в 1889 г. он был награждён орденом Белого Орла.
В августе 1889 года генерал-лейтенант Смекалов произнёс официальную торжественную речь в Пятигорске на открытии памятника М.Ю.Лермонтову..
Смекалов скончался 2 февраля 1890 г. в Грозном.
В 1868 г. Смекалов женился на Елизавете Адамовне, урождённой баронессе Фитингоф, от этого брака он имел четырёх детей: трёх сыновей и одну дочь. В 1882 г. он овдовел. В 1888 г. он сочетался вторым браком с фрейлиной Екатериной Михайловной, урождённой Родзянко.

## Награды
- Орден Святого Георгия 4-й степени (12.06.1878)
- Орден Святого Владимира 2-й степени (1883)
- Орден Святого Владимира 3-й степени (1871)
- Орден Белого орла (1889)
- Орден Святой Анны 1-й степени с мечами (1871)
- Орден Святой Анны 2-й степени с мечами (1871)
- Орден Святой Анны 3-й степени с мечами и бантом (1866)
- Орден Святого Станислава 1-й степени с мечами (1878)
- Турецкий орден Меджидие 4-й степени (1865)